# Abd el-Krim
Mohammed Abdulkerim' ili Abd el-Krim (Agadir, 1882. – Kairo, 6. veljače 1963.), marokanski emir.
Vođa marokanskih ustanika protiv Španjolske i Francuske. Isprva se s velikim uspjehom borio protiv Španjolaca (od 1919.) i oslobodio je dio svoje rodne oblasti Rifa, u kome je bila proglašena republika s njim na čelu. U borbama protiv Francuske u početku je pobjeđivao (1925-26), kasnije, pod pritiskom obiju kolonijalnih sila, prisiljen je predati se Francuzima (u svibnju 1926.). Bio je interniran na francuskom otoku Reunion odakle je pušten 1947. Umro je Egiptu.

## Vanjske poveznice
- Abd el-Krimova biografija na temelju španjolskih službenih dokumenata